# Mariene ecoregio Natal
De Mariene ecoregio Natal (193) (Engels: Natal marine ecoregion) is een biogeografische regio en ligt in het zuidwesten van de Indische Oceaan in de Mariene provincie Agulhas (51) in het Marien rijk Gematigd Zuidelijk Afrika. De mariene ecoregio is vastgesteld door het World Wide Fund for Nature en The Nature Conservancy en is vernoemd naar Natal.
In het noordoosten grenst het gebied aan de mariene ecoregio Delagoa (102) en in het zuidwesten aan de mariene ecoregio Agulhasbank (192).

## Geografie
De mariene ecoregio ligt in het zuidwesten van de Indische Oceaan voor de zuidoostkust van Zuid-Afrika. Het gebied strekt zich uit van DukuDuku tot aan Boknesstrand.
Door het gebied stroomt de Agulhasstroom.

## Biogeografie
Het gebied kent zeeleven dat houdt van gematigde temperaturen.